# Perdita sternalis
Perdita sternalis är en biart som beskrevs av Timberlake 1964. Perdita sternalis ingår i släktet Perdita och familjen grävbin. Inga underarter finns listade i Catalogue of Life.